# Шолкович, Борис Михайлович
Борис Михайлович Шолкович (1900—1965) — советский учёный, конструктор теплообменников для тяжеловодных промышленных ядерных реакторов и первых реакторов типа ВВЭР для атомной энергетики. Лауреат Сталинской премии 2-й степени (1953).

## Биография
Родился в 1900 году.
Окончил Ленинградский политехнический институт (1930). В 1930—1935 конструктор на Металлическом заводе и в Центральном котлотурбинном институте, В 1935—1942 работал в Таганроге на заводе «Красный котельщик», в 1942—1946 на том же заводе, эвакуированном в Подольск.
С 28 января 1946 по 1954 год — первый начальник и главный конструктор КБ-10 (ОКБ «Гидропресс», Подольск), созданного для разработки ядерных реакторов.
В 1946—1947 гг. по заданию Лаборатории № 2 участвовал в разработке американской схемы промышленного уран-графитового реактора (американская схема была заменена на отечественную).
Был главным конструктором первого экспериментального тяжеловодного реактора, пущенного в Лаборатории № 3 в 1949 г. Под его руководством создавались теплообменники для тяжеловодных промышленных ядерных реакторов и первых реакторов типа ВВЭР для атомной энергетики.
Умер в 1965 году.

## Награды
Лауреат Сталинской премии 2-й степени (1953). Награждён орденами Трудового Красного Знамени, «Знак Почёта» и медалями.